# Piszczac Pierwszy
Piszczac Pierwszy – wieś w Polsce położona w województwie lubelskim, w powiecie bialskim, w gminie Piszczac.
| SIMC    | Nazwa     | Rodzaj    |
| ------- | --------- | --------- |
| 0017130 | Borowe    | część wsi |
| 0017147 | Chmielne  | część wsi |
| 0017176 | Pod Torem | część wsi |
| 0017199 | Za Torem  | część wsi |

Miejscowość utworzono 1 stycznia 2014 roku, włączając jako części wsi dotychczasowe kolonie Borowe, Chmielne, Pod Torem i Za Torem.
Wieś jest sołectwem w gminie Piszczac. W roku 2021 wieś liczyła 168 mieszkańców.
Wierni Kościoła rzymskokatolickiego należą do parafii Podwyższenia Krzyża Świętego w Piszczacu.